# 二乙胺
二乙胺是一种有机化合物，化学式为(CH3CH2)2NH，是一种仲胺。它是可燃性的弱碱性液体，和大部分溶剂混溶。

## 合成
乙醇在催化剂的存在下和氢及氨反应，将产物精馏可以得到二乙胺。